# NGC 5308
NGC 5308 is een lensvormig sterrenstelsel in het sterrenbeeld Grote Beer. Het hemelobject werd op 19 maart 1790 ontdekt door de Duits-Britse astronoom William Herschel.

## Synoniemen
- UGC 8722
- MCG 10-20-29
- ZWG 295.12
- PGC 48860